# Alberto Méndez «Naranjita»
Alberto Méndez (La Gomera, 15 de noviembre de 1960) es un músico, productor y compositor español conocido por formar parte del grupo Taburiente. Posteriormente ha colaborado con diversos músicos del panorama musical canario y ha sido fundador de los grupos Tricústico y Ait Nahaya.

## Biografía
En sus inicios relacionados con la Nueva Canción Canaria forma parte del grupo Pluma y voz junto a Rubén Díaz. También forma parte de Juvenal y La Movida, en el que coincide con Luisa Machado. Con ella y José Ángel López Viera forma un trío en 1979. Posteriormente entra a formar parte del grupo Taburiente como bajista desde 1980 hasta 1994. Con Taburiente graba cuatro discos de estudio, un recopilatorio y un álbum en directo.
A partir de 1996 colabora habitualmente en todos los trabajos de Luisa Machado en solitario como productor y compositor de gran parte de los temas. Se sucederán Lágrimas de Elvira (1996), Una hora menos (1999), En brazos de blancas ideas (2002), Revuelta con Bonanza (2003) y Más por menos (2009).
A finales de los 90 forma parte del grupo Rogelio Botanz + Puntos Suspensivos. 
En principios de la década de los 2000 colabora en el espectáculo Conocidos íntimos con Rogelio Botanz y Andrés Molina de Taller Canario de Canción, Eva de Goñi y Luisa Machado. De esta colaboración se edita un CD + DVD.
A mitad de la década forma el grupo Tricústico junto al guitarrista Miguel Jaubert y el percusionista José Pedro Pérez. Con esta formación edita dos álbumes. El primero de ellos aparece en 2007 con el nombre del grupo como título. El segundo aparece en 2010 bajo el título Índigo. En ellos está presente el mestizaje y la fusión del jazz con otros estilos.
En 2013 Alberto Méndez y Luisa Machado reúnen a una treintena de artistas punteros de la música canaria para celebrar Una noche entre amigos en el Teatro Leal de La Laguna.
En 2014 da forma al grupo Ait Nahaya junto a Luisa Machado, Fabiola Socas, Kino Ait Idrissen, Mandola y Guimbri, Julio González y Torsten de Winkel.
Actualmente actúa como técnico de sonido y sigue colaborando en diferentes grupos y proyectos de músicos canarios.

## Discografía

### Álbumes con Taburiente
- A Tara (1985)
- A La Quinta Verde (1987)
- Atlántico (1988)
- Grandes éxitos (1989)
- Astral (1990)
- Gira del 92 (1992)
- A tierra   (1994)

### Álbumes con Luisa Machado
- Lágrimas de Elvira (1996)
- Una hora menos (1999) con Lito
- En brazos de blancas ideas (2002)
- Revuelta con Bonanza - Live in Madrid (2003)
- Conocidos íntimos en directo (2004) con Luisa Machado, Andrés Molina, Rogelio Botanz y Eva de Goñi
- Más por menos (2009)

### Álbumes con Tricústico
- Tricústico (2007)
- Índigo (2010)